# Paul Szczechura
Paul Szczechura (* 30. November 1985 in Brantford, Ontario) ist ein ehemaliger kanadischer Eishockeyspieler, der im Verlauf seiner aktiven Karriere zwischen 2003 und 2021 unter anderem 92 Spiele für die Tampa Bay Lightning und Buffalo Sabres in der National Hockey League (NHL) auf der Position des Centers bestritten hat. Darüber hinaus absolvierte Szczechura über 430 weitere Partien in der Kontinentalen Hockey-Liga (KHL).

## Karriere
Paul Szczechura begann seine Karriere als Eishockeyspieler in der Mannschaft der Western Michigan University, für die er von 2003 bis 2007 insgesamt vier Jahre lang parallel zu seinem Studium in der National Collegiate Athletic Association (NCAA) aktiv war. Gegen Ende der Saison 2006/07 erhielt der Kanadier einen Vertrag bei den Iowa Stars, für die er in der folgenden Spielzeit in der American Hockey League (AHL) aktiv war. Während der Saison 2007/08 wechselte Szczechura zunächst zu deren Ligarivalen Norfolk Admirals, ehe er am 24. April 2008 als Free Agent einen Vertrag bei deren Kooperationspartner, den Tampa Bay Lightning, erhielt, für die er in der Saison 2008/09 sein Debüt in der National Hockey League (NHL) gab. Im August 2011 wurde er als Free Agent von den Buffalo Sabres verpflichtet und kam im folgenden Spieljahr – neben neun NHL-Einsätzen – hauptsächlich bei den Rochester Americans in der AHL zum Einsatz.
Im Mai 2012 wurde der Kanadier vom tschechischen Klub HC Lev Prag aus der Kontinentalen Hockey-Liga (KHL) verpflichtet. Ende September verließ er den HC Lev nach drei KHL-Partien und wurde vom lettischen Ligakonkurrenten Dinamo Riga verpflichtet. Für Dinamo absolvierte er in den folgenden zwei Spieljahren über 100 KHL-Partien und gewann mit seinem Team im Jahr 2013 den Nadeschda-Pokal. Im Mai 2014 wechselte er innerhalb der KHL in die belarussische Hauptstadt zum HK Dinamo Minsk. Nach dem Auslaufen seines Arbeitsvertrages im Frühjahr 2016 wechselte er innerhalb der KHL zum HK Traktor Tscheljabinsk. Dort war er drei Spielzeiten lang aktiv und verließ den Klub anschließend zu Torpedo Nischni Nowgorod. Sein dortiges Engagement endete im Juli 2020. Nach einer mehrmonatigen Pause erhielt Szczechura zum Ende der Spielzeit 2020/21 einen Vertrag beim GKS Tychy aus der Polska Hokej Liga (PHL). Am Saisonende zog der 35-Jährige aus dem Profisport zurück.

## Erfolge und Auszeichnungen
- 2018 Teilnahme am KHL All-Star Game
- 2021 Topscorer der PHL-Playoffs

## Karrierestatistik
(Legende zur Spielerstatistik: Sp oder GP = absolvierte Spiele; T oder G = erzielte Tore; V oder A = erzielte Assists; Pkt oder Pts = erzielte Scorerpunkte; SM oder PIM = erhaltene Strafminuten; +/− = Plus/Minus-Bilanz; PP = erzielte Überzahltore; SH = erzielte Unterzahltore; GW = erzielte Siegtore; 1 Play-downs/Relegation; Kursiv: Statistik nicht vollständig)